# Alwina Valleria
Alwina Valleria (Baltimore, Estats Units, 12 d'octubre de 1848 - Niça, França, 17 de febrer de 1925) fou una cantant estatunidenca.
Deixebla predilecta d'Arditi, a Londres, i alumna destacada de la Royal Academy of Music, d'aquella capital, feu la seva primera aparició en públic el 1871, sent tan decisiu l'èxit assolit, que a partir d'aquella data se la considerà com una de les millors lleugeres del seu temps, actuant fins a la data de la seva retirada de l'escena, el 1886, en els principals teatres d'Europa i Amèrica amb aplaudiments constants.
La seva veu, extensa a l'extrem, i la flexibilitat de la seva gola, li permetien abordar feliçment tots els gèneres lírics, inclús el de tiple dramàtica, sent, a més, actriu admirable. En els últims anys de la seva vida artística feu extenses gires per Europa i els Estats Units, conquistant grans triomfs com a liedersangerin.